# Max (film, 1994, Coppens)
Pour les articles homonymes, voir Max.
Max est un film belge réalisé par Freddy Coppens et sorti en 1994 avec Jacques Vermeire dans le rôle principal.

## Synopsis
Depuis la mort de sa femme, Max vit avec son père ronchon, Gaspard, et sa fille de seize ans, Sophie, dans un appartement situé juste au-dessus de la boutique familiale : un magasin de coupes et de trophées. La passion de Max pour les danses latino-américaines n'a pas de limite. Carlos, son professeur, lui promet de l'inscrire à un championnat mais il lui faut encore trouver une partenaire. 

## Distribution
- Jacques Vermeire : Max de Keukeleire
- Greet Rouffaer (nl) : Annie Brokka
- Danni Heylen (nl) : Clarisse Bal
- Ianka Fleerackers (nl) : Sofie de Keukeleire
- Johny Voners : Carlos
- Luc Philips (nl) : Gaspard de Keukeleire
- Ludo Busschots (nl) : Gilbert Bal
- Mathias Sercu : Kurt Bal
- Bert van den Dool (nl) : Harry

Quelques tritagonistes sont Luc Verschueren (nl), Nolle Versyp, Jean-Marie Pfaff, Carl Huybrechts, Urbanus, Bea Van der Maat, Luk D'Heu, Warre Borgmans et quelques joueurs du club de football d'Anderlecht.